# Charlie Wilson (muzyk)
Charles Kent „Charlie” Wilson (ur. 29 stycznia 1953 w Tulsie, Oklahoma), znany również jako Uncle Charlie – amerykański wokalista, autor tekstów i piosenek. Charlie Wilson znany jest, prawdopodobnie, przede wszystkim z wieloletnich występów w zespole The Gap Band, który współtworzył wraz z braćmi Ronniem i Robertem. Do 1999 roku, zarejestrował wraz z grupą piętnaście albumów studyjnych, osiągnąwszy szczyt popularności na przełomie lat 70. i 80. Na początku lat 90. z albumem You Turn My Life Around (1992), bez powodzenia, podjął solową działalność artystyczną. Ówczesne uzależnienie od alkoholu i narkotyków stało się stało się przyczynkiem dwuletniej bezdomności muzyka. Karierę solową wznowił w 2000 roku płytą Bridging the Gap. W latach późniejszych ukazało się pięć albumów studyjnych piosenkarza: wyróżniony złotą płytą w USA – Charlie, Last Name Wilson (2005), Uncle Charlie (2008), Just Charlie (2010), Love, Charlie (2013) oraz Forever Charlie (2015).

## Dyskografia
| You Turn My Life Around                 | - Data: 21 lipca 1992 - Wydawca: MCA Records            | –   |                 |                    |
| Bridging the Gap                        | - Data: 14 listopada 2000 - Wydawca: Interscope Records | 152 |                 |                    |
| Charlie, Last Name Wilson               | - Data: 23 sierpnia 2005 - Wydawca: Jive Records        | 10  |                 | - USA: złota płyta |
| Uncle Charlie                           | - Data: 17 lutego 2008 - Wydawca: Jive Records          | 2   | - USA: 58 tys.+ |                    |
| Just Charlie                            | - Data: 7 grudnia 2010 - Wydawca: Jive Records          | 19  | - USA: 57 tys.+ |                    |
| Love, Charlie                           | - Data: 29 stycznia 2013 - Wydawca: RCA Records         | 4   | - USA: 44 tys.+ |                    |
| Forever Charlie                         | - Data: 27 stycznia 2015 - Wydawca: RCA Records         | 17  | - USA: 24 tys.+ |                    |
| „–” oznacza, że album nie był notowany. |                                                         |     |                 |                    |

## Nagrody i wyróżnienia
| Rok  | Kategoria                                          | Tytułem                   | Nagroda | Nota      | Źródło |
| ---- | -------------------------------------------------- | ------------------------- | ------- | --------- | ------ |
| 2016 | Best R&B Album                                     | Forever Charlie           | Grammy  | Nominacja | [ 15 ] |
| 2016 | Best Traditional R&B Performance                   | „My Favorite Part of You” | Grammy  | Nominacja | [ 15 ] |
| 2015 | Best Rap Song                                      | „Bound 2"                 | Grammy  | Nominacja | [ 16 ] |
| 2015 | Best Rap/Sung Collaboration                        | „Bound 2"                 | Grammy  | Nominacja | [ 16 ] |
| 2014 | Best Gospel Song                                   | „If I Believe”            | Grammy  | Nominacja | [ 17 ] |
| 2012 | Best R&B Performance                               | „You Are”                 | Grammy  | Nominacja | [ 18 ] |
| 2012 | Best R&B Song                                      | „You Are”                 | Grammy  | Nominacja | [ 18 ] |
| 2010 | Best R&B Album                                     | Uncle Charlie             | Grammy  | Nominacja | [ 2 ]  |
| 2010 | Best Male R&B Vocal Performance                    | „There Goes My Baby”      | Grammy  | Nominacja | [ 2 ]  |
| 2003 | Best Rap/Song Collaboration                        | „Beautiful”               | Grammy  | Nominacja | [ 19 ] |
| 1997 | Best R&B Performance by a Duo or Group with Vocals | „Stomp”                   | Grammy  | Nominacja | [ 20 ] |